# Business as Usual (альбом EPMD)
Business as Usual — третий студийный альбом американского хип-хоп-дуэта EPMD, выпущенный 15 декабря 1990 года на лейбле Def Jam/RAL/Columbia.
Альбом был спродюсирован самими участниками группы, а также Mr. Bozack и DJ Scratch. В записи альбома принял участие LL Cool J и начинающий рэпер Redman, который появляется на треках «Hardcore» и «Brothers On My Jock».
Business as Usual достиг 36 места в чарте Billboard 200 и 1 места в чарте Top R&B/Hip Hop Albums в американском журнале Billboard. Это был третий альбом группы, попавший на первое место в чарте Top R&B/Hip-Hop Albums. Альбом был сертифицирован RIAA как «золотой» 7 мая 1991 года.
В 1998 году The Source поместил Business as Usual в свой список «100 лучших рэп-альбомов». Три сингла из альбома попали в чарты американского журнала Billboard: «Gold Digger», «Rampage» с участием LL Cool J и «Give The People».

## Приём критиков
| Оценки критиков                     | Оценки критиков |
| Источник                            | Оценка |
| ----------------------------------- | --- |
| Allmusic                            | 3 из 5 звёзд · 3 из 5 звёзд · 3 из 5 звёзд · 3 из 5 звёзд · 3 из 5 звёзд                                                                                                |
| Роберт Кристгау (The Village Voice) | C+ |
| The Rolling Stone Album Guide       | 4 из 5 звёзд · 4 из 5 звёзд · 4 из 5 звёзд · 4 из 5 звёзд · 4 из 5 звёзд                                                                                                |
| Entertainment Weekly                | A |
| Los Angeles Times                   | 3 из 4 звёзд · 3 из 4 звёзд · 3 из 4 звёзд · 3 из 4 звёзд |
| RapReviews                          | 10 из 10 звёзд · 10 из 10 звёзд · 10 из 10 звёзд · 10 из 10 звёзд · 10 из 10 звёзд · 10 из 10 звёзд · 10 из 10 звёзд · 10 из 10 звёзд · 10 из 10 звёзд · 10 из 10 звёзд |

Allmusic присвоил альбому 3 звезды из 5, добавив «хотя альбом не так вдохновлён, как его два предшественника, у него есть свои моменты — включая „Rampage“ (который объединяет EPMD с LL Cool J), „Give The People“ и „Gold Digger“, откровенное осуждение „материальных девушек“, которые эксплуатируют и преследуют мужчин в финансовом отношении после развода». Роберт Кристгау дал альбому рейтинг C+ вскоре после его выпуска. В 2004 году The Rolling Stone Album Guide дал альбому 4 звезды из 5, назвав альбом «мостом в новую школу хип-хопа».

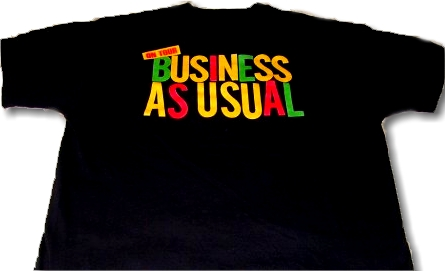
Рекламная футболка EPMD для альбома Business as Usual 1990 года

## Список композиций
| #  | Название                             | Длительность |
| -- | ------------------------------------ | ------------ |
| 1  | «I’m Mad»                            | 3:41         |
| 2  | «Hardcore» (feat. Redman)            | 4:31         |
| 3  | «Rampage» (feat. LL Cool J)          | 3:51         |
| 4  | «Manslaughter»                       | 4:38         |
| 5  | «Jane 3»                             | 2:36         |
| 6  | «For My People»                      | 3:03         |
| 7  | «Mr. Bozack»                         | 2:45         |
| 8  | «Gold Digger»                        | 5:11         |
| 9  | «Give The People»                    | 3:36         |
| 10 | «Rap Is Outta Control»               | 3:09         |
| 11 | «Brothers On My Jock» (feat. Redman) | 4:07         |
| 12 | «Underground»                        | 3:30         |
| 13 | «Hit Squad Heist»                    | 3:34         |
| 14 | «Funky Piano»                        | 4:26         |

## Участники записи
- Эрик Сёрмон – рэп, музыкальный продюсер, автор песен
- Пэрриш Смит – вокал, музыкальный продюсер, автор песен
- Диджей Скретч – диджей (скретч) («Gold Digger», «Give The People»), продюсер («Funky Piano»)
- LL Cool J – рэп («Rampage»)
- Redman – рэп («Hardcore», «Brothers On My Jock»)
- Мистер Бозак – продюсер («Mr. Bozack»), сопродюсер (все песни, кроме «Mr. Bozack»)
- Чарли Маротта – звукорежиссёр
- Иван «Док» Родригес – звукорежиссёр
- Эверетт «Bizz-E» Рамос – ассистент звукорежиссёра
- Хоуи Вайнберг – мастеринг
- Майкл Лавин – фотограф
- Билл Сенкевич – художник (иллюстрация на обложке)
- The Drawing Board – дизайнер (обложка альбома)

## Чарты

### Еженедельные чарты
| Чарт (1991)                            | Высшая позиция |
| -------------------------------------- | -------------- |
| США (Billboard 200)                    | 36             |
| США (Billboard Top R&B/Hip-Hop Albums) | 1              |

### Синглы
| 1991 | «Gold Digger»     | 14 | 1  |
| 1991 | «Rampage»         | 30 | 2  |
| 1991 | «Give The People» | –  | 28 |

## Сертификации
| Регион | Сертификация | Продажи  |
| --- | ------------ | -------- |
| США (RIAA) | Золотой      | 500,000^ |
| * Данные о продажах приведены только на основе сертификации. ^ Данные о тиражах приведены только на основе сертификации. |              |          |